# 东人达
东人达（1950年—2018年），男，重庆云阳人，中国民族学家。重庆三峡学院民族研究所教授、系主任。中央民族大学中国少数民族研究中心特聘教授。

## 生平
1950年生。1982年毕业于河北大学历史系，获历史学学士学位。之后在贵州毕节师范高等专科学校支教，历任政史系党支部书记、校党委委员、副校长等职务。1993年调入重庆师范专科学校，任政史系系主任、西南民族研究所所长、校党委委员。1998年升任教授。2000年调入重庆三峡学院，任民族研究所所长、民族学系系主任。2003年获中央民族大学南方民族史博士学位。
2018年11月5日去世。

## 著作
- 第一版. 中国文史出版社. 2018年11月. ISBN 9787520503365.
- 第一版. 中国财政经济出版社. 2008年1月. ISBN 9787509508299.
- 第一版. 人民出版社. 2004年12月. ISBN 9787010041841.
- [英]柏格理等. . 由东人达 / 东旻翻译 第一版. 云南民族出版社. 2002年1月. ISBN 9787536723535.